# Grange Pesant
La grange Pesant est une grange construite en 1907 située au 743, rue Notre-Dame à Montebello au Québec (Canada). Il s'agit d'une grange rectangulaire imposante de trois étages ayant un toit en tôle à la canadienne. Elle a été citée comme immeuble patrimonial en 2016 par la municipalité de Montebello.

## Localisation
La grange Pesant est située sur une colline en surplomb de l'entrée Est de Montebello au 743, rue Notre-Dame.

## Histoire
La grange Pesant a été construite pour le compte du sénateur William Owens en 1907. Ce dernier avait établi à Montebello une ferme modèle pour l'élevage de chevaux Clydesdale et de vache Ayrshire. Il a reçu la médaille d'argent du mérite agricole pour la grange en 1908.
En 1917, la famille Owens vend la ferme de 500 acres (202,34 ha) à Joseph Pesant. Celui-ci exploite la ferme jusqu'en 1953, année où il la divisa entre ses fils Rolland et Rosario. Depuis 1959, la ferme où est située la grange est la propriété de Gérard Pesant, fils de Rosario. La grange est citée comme immeuble patrimonial le 16 mai 2016 par la municipalité de Montebello.

## Architecture
La grange Pesant est une grange rectangulaire avec un toit en arc brisé. Son toit est en tôle à la canadienne et est surmonté par deux évents, avec chacun une girouette au sommet. La fondation est haute et composé de moellon. La charpente est composée de 31 arches de bois autoportante. Cette charpente permet à la grange d'avoir un vaste aire de travail qui n'est pas gêné par la présente de poteaux ou de structures à l'intérieur.
Les divisions intérieures de la grange permettent d'engranger le foin, le fourrage, les céréales ainsi que les vaches laitières et les chevaux.